# Le Retour de Détective Pikachu
Le Retour de Détective Pikachu est un jeu vidéo d'aventure, développé par Creatures et édité par The Pokémon Company et Nintendo, sorti le 6 octobre 2023 pour la Nintendo Switch. Annoncé pour la première fois lors d'un communiqué de presse en 2019 aux côtés d'applications telles que Pokémon Home, il est la suite de Détective Pikachu (2016).